# ديك هوفر (لاعب كرة قاعدة)
ديك هوفر (بالإنجليزية: Dick Hoover)‏ هو لاعب كرة قاعدة أمريكي، ولد في 11 ديسمبر 1925 في كولومبوس في الولايات المتحدة، وتوفي في 12 أبريل 1981 في ليك بلاسيد في الولايات المتحدة.